# Larry Martin
Larry Dean Martin (* 8. Dezember 1943 in Bartlett (Nebraska); † 9. März 2013) war ein US-amerikanischer Wirbeltier-Paläontologe, der sich insbesondere mit Vögeln und Säugern befasste.
Martin studierte an der University of Nebraska mit dem Bachelor-Abschluss 1966 und dem Master-Abschluss 1969 und wurde 1973 an der University of Kansas in Biologie promoviert. Ab 1972 war er Kurator für Wirbeltier-Paläontologie am Natural History Museum der University of Kansas und gleichzeitig Assistant Professor und später Professor für Ökologie und Evolutionsbiologie an der Universität. Er war dort am Biodiversity Institute.
Er untersuchte zum Beispiel Fossilien von Säbelzahnkatzen, Hinweise auf Krankheiten in Fossilien (zum Beispiel Tuberkulose bei 17.000 Jahre alten Bison-Fossilien), Nagern und Vögeln aus dem Pleistozän und Neogen Nordamerikas, Mosasauriern, den kreidezeitlichen Seevögeln Hesperornis und Ichthyornis und den Zusammenhang von Aussterben von Wirbeltieren und Klimawandel speziell in Nordamerika in den letzten 30 Millionen Jahren.
Er gehörte wie Alan Feduccia zu den Befürwortern einer Abstammung der Vögel nicht von Dinosauriern, sondern von Archosauriern, lange Zeit befürwortete er auch eine Verwandtschaft mit Krokodilen. Er vertrat auch die Ansicht, dass Maniraptoren (wie der sehr vogelähnliche Caudipteryx) überhaupt keine Dinosaurier waren, sondern den Vögeln zuzurechnen sind.
Er versuchte auch, die von Ernst Haeckel für Vogel-Vorfahren wie Archaeopteryx (mit langem Schwanz im Gegensatz zu heutigen Vögeln mit Pygostyl, bei Haeckel: Ornithurae) eingeführte Gruppe der Sauriurae wiederzubeleben. Das setzte sich aber nicht durch.
Ab 1986 war er Mitglied der US-Arbeitsgruppe zur Quartär-Grenze.
Er war seit 1967 verheiratet und hat zwei Töchter.

## Schriften
- mit Bruce M. Rothschild: Paleopathology: disease in the fossil record, Boca Raton: CRC Press 1993
- The relationship of Archaeopteryx to other Birds, in The Beginnings of Birds, (Archaeopteryx Konferenz Eichstätt 1984), 1985
- The Evolution and Early Radiation of Birds, in Perspectives in Ornithology. Essays presented for the centennial of the American Ornithologists Union, 1983, S. 291–353
- The origin of birds and of avian flight, Current Ornithology, 1, 1983, S. 105–129
- mit B. Miles Gilbert, Howard G. Savage Avian Osteology, Laramie/Wyoming 1981
- Herausgeber mit Virginia Naples, John Barbiaz: The other saber-tooths : scimitar-tooth cats of the Western Hemisphere, The Johns Hopkins University Press 2011